# Bottom
Bottom (Bunden) er en britisk sitcom tv-serie, som oprindeligt blev sendt på BBC2 mellem 1991 og 1995. Serien var skrevet af og havde den komiske duo Adrian Edmondson og Rik Mayall i hovedrollerne som Eddie og Richie, to bofæller der bor på understøttelse i Hammersmith i London. Programmet gik over tre sæsoner, og blev fulgt op af fem scene-shows, der turnerede i Storbritannien mellem 1993 og 2003, samt spillefilmen Guest House Paradiso. Tv-serien er bemærkelsesværdig for sin kaotiske nihilistiske humor og voldelige slapstick komedi.